# Porsche-Diesel Junior 4
Le Porsche-Diesel Junior 4 (désignation technique : Porsche-Diesel 108-4) était un tracteur fabriqué par Porsche-Diesel Motorenbau GmbH, dont le siège social était à Friedrichshafen sur le lac de Constance; 150 Porsche-Diesel Junior 4 ont été produits en 1958.
Le Porsche-Diesel Junior 4 faisait partie de la deuxième génération améliorée avec un moteur monocylindre et il était en grande partie identique au Junior K. Les deux modèles ont également été produits en version courte et longue, la différence étant de seulement 15 cm au niveau de l’empattement et de la longueur. En plus d’un alternateur Bosch et d’un frein à tambour, le Porsche-Diesel Junior 4 disposait déjà d’un démarreur électrique et d’un frein à main de transmission. Le tracteur Porsche-Diesel était également disponible avec, en option, une suspension à trois ou quatre points de type Gotec-390. Le moteur Diesel monocylindre refroidi par air avec une technologie de chambre de turbulence à 4 temps, alors avancée, produisait 14 ch et il permettait une vitesse de pointe allant jusqu’à 20 km/h. Les caractéristiques du moteur comprenaient un vilebrequin à double palier, un filtre à air à bain d’huile et un système d’injection de carburant Bosch.
Après l’arrêt de la production du Junior 4 après seulement 150 unités, le constructeur autrichien Hofherr-Schrantz a acquis la licence pour continuer à produire le modèle Junior 4 à une vitesse inférieure.